# В'язове (Липецька область)
В'язове (рос. Вязовое) — село у Долгоруковському районі Липецької області Російської Федерації.
Населення становить 321 особу. Належить до муніципального утворення В'язовицька сільрада.

## Історія
З 13 червня 1934 до 6 січня 1954 року у складі Воронезької області. Відтак входить до складу Липецької області.
Згідно із законом від 2 липня 2004 року №114-оз органом місцевого самоврядування є В'язовицька сільрада.

## Населення
| 2010 |
| ---- |
| 321  |